# Amateuroberliga Niedersachsen 1960/61
Die Saison 1960/61 der Amateuroberliga Niedersachsen war die zwölfte Saison der höchsten niedersächsischen Amateurliga im Fußball. Sie nahm damals die zweithöchste Ebene im deutschen Ligensystem ein. Meister wurde Leu Braunschweig. Neben Braunschweig nahmen der SV Arminia Hannover und Eintracht Nordhorn an der Aufstiegsrunde zur Oberliga Nord teil, wo sich Nordhorn durchsetzen konnten.
Die Abstiegsplätze nahmen im Westen Stern Emden und Falke Steinfeld sowie im Osten die Sportfreunde Lebenstedt und Rot-Weiß Steterburg ein. Dafür stiegen aus der Amateurliga Niedersachsen Borussia Hannover, der TuS Heidkrug und der SV Meppen in die Gruppe West und der SC Uelzen 09 in die Gruppe Ost auf. Zur Saison 1961/62 wechselten die Sportfreunde Ricklingen in die Ostgruppe sowie die SpVgg Preußen Hameln in die Westgruppe.

## Tabellen

### West
| Pl.               | Verein                    | Sp. | S  | U  | N  | Tore    | Quote | Punkte |
| ----------------- | ------------------------- | --- | -- | -- | -- | ------- | ----- | ------ |
| 1.                | SV Arminia Hannover       | 30  | 20 | 5  | 5  | 087:430 | 2,02  | 45:15  |
| 2.                | VfL Osnabrück Am.         | 30  | 18 | 6  | 6  | 063:230 | 2,74  | 42:18  |
| 3.                | Eintracht Nordhorn        | 30  | 19 | 4  | 7  | 085:420 | 2,02  | 42:18  |
| 4.                | Germania Wilhelmshaven    | 30  | 18 | 4  | 8  | 098:600 | 1,63  | 40:20  |
| 5.                | Eintracht Osnabrück (A)   | 30  | 14 | 9  | 7  | 059:470 | 1,26  | 37:23  |
| 6.                | TSR Olympia Wilhelmshaven | 30  | 13 | 8  | 9  | 065:450 | 1,44  | 34:26  |
| 7.                | Sparta Nordhorn (N)       | 30  | 13 | 3  | 14 | 065:730 | 0,89  | 29:31  |
| 8.                | SSV Delmenhorst           | 30  | 11 | 6  | 13 | 074:650 | 1,14  | 28:32  |
| 9.                | VfL Germania Leer         | 30  | 11 | 6  | 13 | 056:600 | 0,93  | 28:32  |
| 10.               | BV Cloppenburg            | 30  | 9  | 9  | 12 | 055:660 | 0,83  | 27:33  |
| 11.               | TuS Haste 01              | 30  | 11 | 5  | 14 | 052:710 | 0,73  | 27:33  |
| 12.               | Victoria Oldenburg        | 30  | 10 | 6  | 14 | 050:640 | 0,78  | 26:34  |
| 13.               | Kickers Emden             | 30  | 6  | 11 | 13 | 050:820 | 0,61  | 23:37  |
| 14.               | Sportfreunde Ricklingen   | 30  | 9  | 3  | 18 | 044:680 | 0,65  | 21:39  |
| 15.               | Falke Steinfeld           | 30  | 8  | 4  | 18 | 045:700 | 0,64  | 20:40  |
| 16.               | Stern Emden (N)           | 30  | 2  | 7  | 21 | 030:990 | 0,30  | 11:49  |
| Stand: Saisonende |                           |     |    |    |    |         |       |        |

|                   | Ergebnis |                    |
| ----------------- | -------- | ------------------ |
| VfL Osnabrück Am. | ?:?      | Eintracht Nordhorn |

### Ost
| Pl.               | Verein                     | Sp. | S  | U  | N  | Tore    | Quote | Punkte |
| ----------------- | -------------------------- | --- | -- | -- | -- | ------- | ----- | ------ |
| 1.                | Leu Braunschweig           | 32  | 20 | 4  | 8  | 079:430 | 1,84  | 44:20  |
| 2.                | Teutonia Uelzen            | 32  | 17 | 6  | 9  | 061:450 | 1,36  | 40:24  |
| 3.                | 1. SC Göttingen 05         | 32  | 16 | 6  | 10 | 069:460 | 1,50  | 38:26  |
| 4.                | 1. FC Wolfsburg (N)        | 32  | 15 | 6  | 11 | 060:540 | 1,11  | 36:28  |
| 5.                | VfL Wolfsburg              | 32  | 15 | 6  | 11 | 060:540 | 1,11  | 36:28  |
| 6.                | Hannoverscher SC           | 32  | 15 | 5  | 12 | 062:510 | 1,22  | 35:29  |
| 7.                | SV Union Salzgitter        | 32  | 14 | 5  | 13 | 071:630 | 1,13  | 33:31  |
| 8.                | Wolfenbütteler SV          | 32  | 12 | 9  | 11 | 045:410 | 1,10  | 33:31  |
| 9.                | Eintracht Braunschweig Am. | 32  | 13 | 6  | 13 | 060:630 | 0,95  | 32:32  |
| 10.               | VfB Peine                  | 32  | 12 | 6  | 14 | 043:510 | 0,84  | 30:34  |
| 11.               | Hannover 96 Am.            | 32  | 10 | 10 | 12 | 034:410 | 0,83  | 30:34  |
| 12.               | SVG Göttingen 07           | 32  | 12 | 5  | 15 | 058:640 | 0,91  | 29:35  |
| 13.               | SpVgg Preußen Hameln       | 32  | 11 | 6  | 15 | 056:690 | 0,81  | 28:36  |
| 14.               | VfV Hildesheim Am. (N)     | 32  | 7  | 14 | 11 | 037:540 | 0,69  | 28:36  |
| 15.               | TuS Celle                  | 32  | 12 | 3  | 17 | 051:630 | 0,81  | 27:37  |
| 16.               | Sportfreunde Lebenstedt    | 32  | 7  | 10 | 15 | 029:530 | 0,55  | 24:40  |
| 17.               | Rot-Weiß Steterburg        | 32  | 5  | 11 | 16 | 033:660 | 0,50  | 21:43  |
| Stand: Saisonende |                            |     |    |    |    |         |       |        |

| (A) | Absteiger aus der Oberliga Nord 1959/60              |
| (N) | Aufsteiger aus der Amateurliga Niedersachsen 1959/60 |

## Niedersachsenmeisterschaft
Die beiden Staffelsieger ermittelten in Hin- und Rückspiel den Niedersachsenmeister. Gespielt wurde am 23. und 29. April 1961. Leu Braunschweig setzte sich dabei durch.
|                                            | Gesamt |                                                | Hinspiel | Rückspiel |
| ------------------------------------------ | ------ | ---------------------------------------------- | -------- | --------- |
| Leu Braunschweig (Meister der Staffel Ost) | 9:8    | SV Arminia Hannover (Meister der Staffel West) | 5:1      | 4:7       |

## Qualifikation zur Qualifikationsrunde zur Oberliga Nord
Die beiden Vizemeister ermittelten den dritten niedersächsischen Teilnehmer an der Aufstiegsrunde. Erstmals wurde die Qualifikation in Hin- und Rückspiel ausgetragen. Die Amateure des VfL Osnabrück waren nicht teilnahmeberechtigt. Dafür rückte der Tabellendritte Eintracht Nordhorn nach. Die Spiele fanden am 23. und 30. April 1961 statt. Eintracht Nordhorn setzte sich nach Münzwurf durch.
|                                               | Gesamt    |                                               | Hinspiel | Rückspiel |
| --------------------------------------------- | --------- | --------------------------------------------- | -------- | --------- |
| Eintracht Nordhorn (Dritter der Staffel West) | (M)1:1(M) | Teutonia Uelzen (Vizemeister der Staffel Ost) | 1:1      | 0:0       |

## Aufstiegsrunde zur Amateuroberliga
Die acht Meister der Amateurligen ermittelten im Ligasystem vier Aufsteiger in die Landesliga. Die beiden Gruppensieger und Gruppenzweiten stiegen auf.

### Gruppe A
| Pl.               | Verein                                                 | Sp. | S | U | N | Tore    | Quote | Punkte |
| ----------------- | ------------------------------------------------------ | --- | - | - | - | ------- | ----- | ------ |
| 1.                | SC Uelzen 09 (Meister der Amateurliga 7)               | 6   | 3 | 3 | 0 | 015:900 | 1,67  | 09:30  |
| 2.                | Borussia Hannover (Meister der Amateurliga 3)          | 6   | 1 | 5 | 0 | 012:800 | 1,50  | 07:50  |
| 3.                | FC Schöningen 08 (Meister der Amateurliga 4)           | 6   | 0 | 4 | 2 | 011:130 | 0,85  | 04:80  |
| 4.                | Eintracht Bad Salzdetfurth (Meister der Amateurliga 5) | 6   | 1 | 2 | 3 | 011:190 | 0,58  | 04:80  |
| Stand: Saisonende |                                                        |     |   |   |   |         |       |        |

### Gruppe B
| Pl.               | Verein                                     | Sp. | S | U | N | Tore    | Quote | Punkte |
| ----------------- | ------------------------------------------ | --- | - | - | - | ------- | ----- | ------ |
| 1.                | SV Meppen (Meister der Amateurliga 8)      | 6   | 4 | 1 | 1 | 029:900 | 3,22  | 09:30  |
| 2.                | TuS Heidkrug (Meister der Amateurliga 2)   | 6   | 2 | 2 | 2 | 009:180 | 0,50  | 06:60  |
| 3.                | TuS Varel (Meister der Amateurliga 1)      | 6   | 3 | 0 | 3 | 018:210 | 0,86  | 06:60  |
| 4.                | TSV Ottersberg (Meister der Amateurliga 6) | 6   | 1 | 1 | 4 | 006:140 | 0,43  | 03:90  |
| Stand: Saisonende |                                            |     |   |   |   |         |       |        |